# 長城遊
《長城遊》又名《泰中自古是近邻》，是一首七言絕句，由泰国詩琳通公主所賦。1981年，她首次访问中华人民共和国时为中国政府题送了这首七言诗，诗中描述中国和泰国从古至今亲如一家的友谊。

## 诗文
自古泰中是近邻，两国人民友谊情。
今后来往更频繁，传统关系更昌明。

## 演绎
- 中国词曲作家吕远曾为泰国诗琳通公主的《长城遊》谱曲[6]。
- 中国男高音歌唱家王胜利也曾为诗琳通公主的《长城遊》谱曲，歌名为《泰中自古是近邻 （页面存档备份，存于）》。